# Unimate
Unimate war der erste Industrieroboter. Er wurde ab 1961 von der Firma Ford in der Fertigung eingesetzt. Dabei manipulierte und schweißte er Druckgussteile für Kfz-Karosserien. Unimate wurde basierend auf dem US-Patent 2988237 von George Devol konstruiert. Devol gründete zusammen mit Joseph F. Engelberger Unimation, die weltweit erste Herstellerfirma für Roboter.